# Александров Степан Васильович
Степа́н Васи́льович Алекса́ндров (1790-ті Цареборисів — 1846) — український релігійний діяч, фольклорист та поет, автор травестійної поеми «Вовкулака». Також батько просвітителя, доктора медицини Володимира Александрова.

## Біографія
Вчився в Харкові в колегіумі, після цього висвячений на православного священика і 26 років служив у селі Бугаївка Ізюмського повіту. Добре знав особливості  мови, життя і звичаї місцевої громади. 
Відомий його твір — поема «Вовкулака» (склав її у селі Бугаївці у 1842 році («Южный русский сборник». Кн. 2. X., 1848). Ця поема — переказ народного повір'я.
С. В. Александров наслідував гумористичну й пародійну традицію І. Котляревського і П. Гулака-Артемовського, використовував етнографічні й фольклорні матеріали, весільні пісні та обряди, народний гумор.
Іван Франко відзначав, що «особливо в другій частині сеї поеми є уступи, шо мають високу поетичну вартість» (І. Франко. Твори, т. 17. К., 1955, с. 435).

## Твори
В кн.: Бурлеск і травестія в українській поезії першої половини XIX ст. К., 1959.